# 8e étape du Tour de France 2019
Pour un article plus général, voir Tour de France 2019.
La 8e étape du Tour de France 2019 se déroule le samedi 13 juillet 2019 entre Mâcon et Saint-Étienne, sur une distance de 200 kilomètres. Gagnée en solitaire par le coureur belge Thomas De Gendt, elle a permis à Julian Alaphilippe de reprendre le maillot jaune, avec le concours de Thibaut Pinot.

## Parcours
Sept ascensions répertoriées dans une étape relativement difficile, à travers les monts du Beaujolais et du Lyonnais :
- km 51 : col de la Croix Montmain (2)
- km 71 : col de la Croix de Thel (2)
- km 84,5 : col de la Croix Paquet (2)
- km 97 : côte d'Affoux (3)
- km 133 : côte de la Croix de Part (2)
- km 148,5 : côte d'Aveize (2)
- km 182 : côte de la Jaillère (3)

## Déroulement de la course
Le peloton compte 173 coureurs, Tejay Van Garderen étant non partant. Thomas De Gendt, Ben King et Niki Terpstra sortent dès le premier kilomètre, Alessandro De Marchi les rejoint un peu plus loin. Les échappés gagnent du terrain mais les équipes Sunweb et Bora-Hansgrohe contrôlent un écart qui monte jusqu'à cinq minutes. De Gendt passe en tête des quatre premières ascensions. Dans la côte de la Croix de Part, Terpstra et King lâchent. Le duo de tête ne compte plus qu'une minute avant la côte de la Jaillère, alors que le tenant du titre, Geraint Thomas est retardé par une chute de son équipe, mais il parvient à rentrer.
De Marchi est lâché par De Gendt dans la côte de la Jaillère. À la fin de la montée, Julian Alaphilippe attaque pour prendre les bonifications, il est suivi par Thibaut Pinot et les deux coureurs français se relaient, parvenant à distancer le peloton. Thomas De Gendt résiste et gagne l'étape à Saint-Étienne, six secondes devant le duo français, lequel arrive vingt secondes avant le peloton. Alaphilippe reprend le maillot jaune et Pinot devient troisième au classement général, et premier des favoris du Tour 2019.

## Résultats

### Classement de l'étape
| Classement de la 8e étape | Classement de la 8e étape | Classement de la 8e étape | Classement de la 8e étape | Classement de la 8e étape |
|                           | Coureur                   | Pays                      | Équipe                    | Temps                     |
| ------------------------- | ------------------------- | ------------------------- | ------------------------- | ------------------------- |
| 1er                       | Thomas De Gendt           | Belgique                  | Lotto-Soudal              | en 5 h 0 min 17 s         |
| 2e                        | Thibaut Pinot             | France                    | Groupama-FDJ              | + 6 s                     |
| 3e                        | Julian Alaphilippe        | France                    | Deceuninck-Quick Step     | + 6 s                     |
| 4e                        | Michael Matthews          | Australie                 | Sunweb                    | + 26 s                    |
| 5e                        | Peter Sagan               | Slovaquie                 | Bora-Hansgrohe            | + 26 s                    |
| 6e                        | Matteo Trentin            | Italie                    | Mitchelton-Scott          | + 26 s                    |
| 7e                        | Xandro Meurisse           | Belgique                  | Wanty-Gobert              | + 26 s                    |
| 8e                        | Greg Van Avermaet         | Belgique                  | CCC                       | + 26 s                    |
| 9e                        | Egan Bernal               | Colombie                  | Ineos                     | + 26 s                    |
| 10e                       | Geraint Thomas            | Royaume-Uni               | Ineos                     | + 26 s                    |
| modifier                  |                           |                           |                           |                           |

### Points attribués
| Sprint intermédiaire Cercié-en-Beaujolais (km 33) | Sprint intermédiaire Cercié-en-Beaujolais (km 33) | Sprint intermédiaire Cercié-en-Beaujolais (km 33) | Sprint intermédiaire Cercié-en-Beaujolais (km 33) | Sprint intermédiaire Cercié-en-Beaujolais (km 33) |
| ------------------------------------------------- | ------------------------------------------------- | ------------------------------------------------- | ------------------------------------------------- | ------------------------------------------------- |
|                                                   | Coureur                                           | Pays                                              | Équipe                                            | Point(s)                                          |
| 1er                                               | Niki Terpstra                                     | Pays-Bas                                          | Total Direct Énergie                              | 20                                                |
| 2e                                                | Thomas De Gendt                                   | Belgique                                          | Lotto-Soudal                                      | 17                                                |
| 3e                                                | Benjamin King                                     | États-Unis                                        | Dimension Data                                    | 15                                                |
| 4e                                                | Alessandro De Marchi                              | Italie                                            | CCC                                               | 13                                                |
| 5e                                                | Elia Viviani                                      | Italie                                            | Deceuninck-Quick Step                             | 11                                                |
| 6e                                                | Peter Sagan                                       | Slovaquie                                         | Bora-Hansgrohe                                    | 10                                                |
| 7e                                                | Michael Matthews                                  | Australie                                         | Sunweb                                            | 9                                                 |
| 8e                                                | Sonny Colbrelli                                   | Italie                                            | Bahrain-Merida                                    | 8                                                 |
| 9e                                                | Michael Mørkøv                                    | Danemark                                          | Deceuninck-Quick Step                             | 7                                                 |
| 10e                                               | Jasper Stuyven                                    | Belgique                                          | Trek-Segafredo                                    | 6                                                 |
| 11e                                               | Tim Wellens                                       | Belgique                                          | Lotto-Soudal                                      | 5                                                 |
| 12e                                               | Toms Skujiņš                                      | Lettonie                                          | Trek-Segafredo                                    | 4                                                 |
| 13e                                               | Koen de Kort                                      | Pays-Bas                                          | Trek-Segafredo                                    | 3                                                 |
| 14e                                               | Jan Tratnik                                       | Slovénie                                          | Bahrain-Merida                                    | 2                                                 |
| 15e                                               | Julien Bernard                                    | France                                            | Trek-Segafredo                                    | 1                                                 |
| modifier                                          |                                                   |                                                   |                                                   |                                                   |

| Arrivée d'étape Saint-Étienne (km 200) | Arrivée d'étape Saint-Étienne (km 200) | Arrivée d'étape Saint-Étienne (km 200) | Arrivée d'étape Saint-Étienne (km 200) | Arrivée d'étape Saint-Étienne (km 200) |
| -------------------------------------- | -------------------------------------- | -------------------------------------- | -------------------------------------- | -------------------------------------- |
|                                        | Coureur                                | Pays                                   | Équipe                                 | Point(s)                               |
| 1er                                    | Thomas De Gendt                        | Belgique                               | Lotto-Soudal                           | 30                                     |
| 2e                                     | Thibaut Pinot                          | France                                 | Groupama-FDJ                           | 25                                     |
| 3e                                     | Julian Alaphilippe                     | France                                 | Deceuninck-Quick Step                  | 22                                     |
| 4e                                     | Michael Matthews                       | Australie                              | Sunweb                                 | 19                                     |
| 5e                                     | Peter Sagan                            | Slovaquie                              | Bora-Hansgrohe                         | 17                                     |
| 6e                                     | Matteo Trentin                         | Italie                                 | Mitchelton-Scott                       | 15                                     |
| 7e                                     | Xandro Meurisse                        | Belgique                               | Wanty-Gobert                           | 13                                     |
| 8e                                     | Greg Van Avermaet                      | Belgique                               | CCC                                    | 11                                     |
| 9e                                     | Egan Bernal                            | Colombie                               | Ineos                                  | 9                                      |
| 10e                                    | Geraint Thomas                         | Royaume-Uni                            | Ineos                                  | 7                                      |
| 11e                                    | Patrick Konrad                         | Autriche                               | Bora-Hansgrohe                         | 6                                      |
| 12e                                    | Alexey Lutsenko                        | Kazakhstan                             | Astana                                 | 5                                      |
| 13e                                    | Nairo Quintana                         | Colombie                               | Movistar                               | 4                                      |
| 14e                                    | Rigoberto Urán                         | Colombie                               | EF Education First                     | 3                                      |
| 15e                                    | David Gaudu                            | France                                 | Groupama-FDJ                           | 2                                      |
| modifier                               |                                        |                                        |                                        |                                        |

|   | Coureur            | Pays     | Équipe                | Bonifications |
| - | ------------------ | -------- | --------------------- | ------------- |
| 1 | Thomas De Gendt    | Belgique | Lotto-Soudal          | 8 s           |
| 2 | Julian Alaphilippe | France   | Deceuninck-Quick Step | 5 s           |
| 3 | Thibaut Pinot      | France   | Groupama-FDJ          | 2 s           |

|   | Coureur            | Pays     | Équipe                | Bonifications |
| - | ------------------ | -------- | --------------------- | ------------- |
| 1 | Thomas De Gendt    | Belgique | Lotto-Soudal          | 10 s          |
| 2 | Thibaut Pinot      | France   | Groupama-FDJ          | 6 s           |
| 3 | Julian Alaphilippe | France   | Deceuninck-Quick Step | 4 s           |

### Cols et côtes
| Col de la Croix Montmain (km 51) 2e catégorie (6,1km à 7,0%) | Col de la Croix Montmain (km 51) 2e catégorie (6,1km à 7,0%) | Col de la Croix Montmain (km 51) 2e catégorie (6,1km à 7,0%) | Col de la Croix Montmain (km 51) 2e catégorie (6,1km à 7,0%) | Col de la Croix Montmain (km 51) 2e catégorie (6,1km à 7,0%) |
| ------------------------------------------------------------ | ------------------------------------------------------------ | ------------------------------------------------------------ | ------------------------------------------------------------ | ------------------------------------------------------------ |
|                                                              | Coureur                                                      | Pays                                                         | Équipe                                                       | Point(s)                                                     |
| 1er                                                          | Thomas De Gendt                                              | Belgique                                                     | Lotto-Soudal                                                 | 5                                                            |
| 2e                                                           | Benjamin King                                                | États-Unis                                                   | Dimension Data                                               | 3                                                            |
| 3e                                                           | Alessandro De Marchi                                         | Italie                                                       | CCC                                                          | 2                                                            |
| 4e                                                           | Niki Terpstra                                                | Pays-Bas                                                     | Total Direct Énergie                                         | 1                                                            |
| modifier                                                     |                                                              |                                                              |                                                              |                                                              |

| Col de la Croix de Thel (km 71) 2e catégorie (4,1km à 8,1%) | Col de la Croix de Thel (km 71) 2e catégorie (4,1km à 8,1%) | Col de la Croix de Thel (km 71) 2e catégorie (4,1km à 8,1%) | Col de la Croix de Thel (km 71) 2e catégorie (4,1km à 8,1%) | Col de la Croix de Thel (km 71) 2e catégorie (4,1km à 8,1%) |
| ----------------------------------------------------------- | ----------------------------------------------------------- | ----------------------------------------------------------- | ----------------------------------------------------------- | ----------------------------------------------------------- |
|                                                             | Coureur                                                     | Pays                                                        | Équipe                                                      | Point(s)                                                    |
| 1er                                                         | Thomas De Gendt                                             | Belgique                                                    | Lotto-Soudal                                                | 5                                                           |
| 2e                                                          | Benjamin King                                               | États-Unis                                                  | Dimension Data                                              | 3                                                           |
| 3e                                                          | Alessandro De Marchi                                        | Italie                                                      | CCC                                                         | 2                                                           |
| 4e                                                          | Niki Terpstra                                               | Pays-Bas                                                    | Total Direct Énergie                                        | 1                                                           |
| modifier                                                    |                                                             |                                                             |                                                             |                                                             |

| Col de la Croix Paquet (km 84,5) 2e catégorie (2,1km à 9,7%) | Col de la Croix Paquet (km 84,5) 2e catégorie (2,1km à 9,7%) | Col de la Croix Paquet (km 84,5) 2e catégorie (2,1km à 9,7%) | Col de la Croix Paquet (km 84,5) 2e catégorie (2,1km à 9,7%) | Col de la Croix Paquet (km 84,5) 2e catégorie (2,1km à 9,7%) |
| ------------------------------------------------------------ | ------------------------------------------------------------ | ------------------------------------------------------------ | ------------------------------------------------------------ | ------------------------------------------------------------ |
|                                                              | Coureur                                                      | Pays                                                         | Équipe                                                       | Point(s)                                                     |
| 1er                                                          | Thomas De Gendt                                              | Belgique                                                     | Lotto-Soudal                                                 | 5                                                            |
| 2e                                                           | Benjamin King                                                | États-Unis                                                   | Dimension Data                                               | 3                                                            |
| 3e                                                           | Alessandro De Marchi                                         | Italie                                                       | CCC                                                          | 2                                                            |
| 4e                                                           | Niki Terpstra                                                | Pays-Bas                                                     | Total Direct Énergie                                         | 1                                                            |
| modifier                                                     |                                                              |                                                              |                                                              |                                                              |

| Côte d'Affoux (km 97) 3e catégorie (8,5km à 4,5%) | Côte d'Affoux (km 97) 3e catégorie (8,5km à 4,5%) | Côte d'Affoux (km 97) 3e catégorie (8,5km à 4,5%) | Côte d'Affoux (km 97) 3e catégorie (8,5km à 4,5%) | Côte d'Affoux (km 97) 3e catégorie (8,5km à 4,5%) |
| ------------------------------------------------- | ------------------------------------------------- | ------------------------------------------------- | ------------------------------------------------- | ------------------------------------------------- |
|                                                   | Coureur                                           | Pays                                              | Équipe                                            | Point(s)                                          |
| 1er                                               | Thomas De Gendt                                   | Belgique                                          | Lotto-Soudal                                      | 2                                                 |
| 2e                                                | Benjamin King                                     | États-Unis                                        | Dimension Data                                    | 1                                                 |
| modifier                                          |                                                   |                                                   |                                                   |                                                   |

| Côte de la Croix de Part (km 133) 2e catégorie (4,9km à 7,9%) | Côte de la Croix de Part (km 133) 2e catégorie (4,9km à 7,9%) | Côte de la Croix de Part (km 133) 2e catégorie (4,9km à 7,9%) | Côte de la Croix de Part (km 133) 2e catégorie (4,9km à 7,9%) | Côte de la Croix de Part (km 133) 2e catégorie (4,9km à 7,9%) |
| ------------------------------------------------------------- | ------------------------------------------------------------- | ------------------------------------------------------------- | ------------------------------------------------------------- | ------------------------------------------------------------- |
|                                                               | Coureur                                                       | Pays                                                          | Équipe                                                        | Point(s)                                                      |
| 1er                                                           | Thomas De Gendt                                               | Belgique                                                      | Lotto-Soudal                                                  | 5                                                             |
| 2e                                                            | Alessandro De Marchi                                          | Italie                                                        | CCC                                                           | 3                                                             |
| 3e                                                            | Niki Terpstra                                                 | Pays-Bas                                                      | Total Direct Énergie                                          | 2                                                             |
| 4e                                                            | Benjamin King                                                 | États-Unis                                                    | Dimension Data                                                | 1                                                             |
| modifier                                                      |                                                               |                                                               |                                                               |                                                               |

| Côte d'Aveize (km 148,5) 2e catégorie (5,2km à 6,4%) | Côte d'Aveize (km 148,5) 2e catégorie (5,2km à 6,4%) | Côte d'Aveize (km 148,5) 2e catégorie (5,2km à 6,4%) | Côte d'Aveize (km 148,5) 2e catégorie (5,2km à 6,4%) | Côte d'Aveize (km 148,5) 2e catégorie (5,2km à 6,4%) |
| ---------------------------------------------------- | ---------------------------------------------------- | ---------------------------------------------------- | ---------------------------------------------------- | ---------------------------------------------------- |
|                                                      | Coureur                                              | Pays                                                 | Équipe                                               | Point(s)                                             |
| 1er                                                  | Thomas De Gendt                                      | Belgique                                             | Lotto-Soudal                                         | 5                                                    |
| 2e                                                   | Alessandro De Marchi                                 | Italie                                               | CCC                                                  | 3                                                    |
| 3e                                                   | Benjamin King                                        | États-Unis                                           | Dimension Data                                       | 2                                                    |
| 4e                                                   | Omar Fraile                                          | Espagne                                              | Astana                                               | 1                                                    |
| modifier                                             |                                                      |                                                      |                                                      |                                                      |

| \| Côte de la Jaillère (km 187,5) 3e catégorie (1,9km à 7,6%) \| Côte de la Jaillère (km 187,5) 3e catégorie (1,9km à 7,6%) \| Côte de la Jaillère (km 187,5) 3e catégorie (1,9km à 7,6%) \| Côte de la Jaillère (km 187,5) 3e catégorie (1,9km à 7,6%) \| Côte de la Jaillère (km 187,5) 3e catégorie (1,9km à 7,6%) \| \| ---------------------------------------------------------- \| ---------------------------------------------------------- \| ---------------------------------------------------------- \| ---------------------------------------------------------- \| ---------------------------------------------------------- \| \| \| Coureur \| Pays \| Équipe \| Point(s) \| \| 1er \| Thomas De Gendt \| Belgique \| Lotto-Soudal \| 2 \| \| 2e \| Julian Alaphilippe \| France \| Deceuninck-Quick Step \| 1 \| \| modifier \| \| \| \| \| |                    |          |                       |          |
| Côte de la Jaillère (km 187,5) 3e catégorie (1,9km à 7,6%) |                    |          |                       |          |
| | Coureur            | Pays     | Équipe                | Point(s) |
| 1er | Thomas De Gendt    | Belgique | Lotto-Soudal          | 2        |
| 2e | Julian Alaphilippe | France   | Deceuninck-Quick Step | 1        |
| modifier |                    |          |                       |          |

### Prix de la combativité
- Thomas De Gendt (Lotto-Soudal)

## Classements à l'issue de l'étape

### Classement général
| Classement général | Classement général | Classement général | Classement général    | Classement général  |
|                    | Coureur            | Pays               | Équipe                | Temps               |
| ------------------ | ------------------ | ------------------ | --------------------- | ------------------- |
| 1er                | Julian Alaphilippe | France             | Deceuninck-Quick Step | en 34 h 17 min 59 s |
| 2e                 | Giulio Ciccone     | Italie             | Trek-Segafredo        | + 23 s              |
| 3e                 | Thibaut Pinot      | France             | Groupama-FDJ          | + 53 s              |
| 4e                 | George Bennett     | Nouvelle-Zélande   | Jumbo-Visma           | + 1 min 10 s        |
| 5e                 | Geraint Thomas     | Royaume-Uni        | Ineos                 | + 1 min 12 s        |
| 6e                 | Egan Bernal        | Colombie           | Ineos                 | + 1 min 16 s        |
| 7e                 | Steven Kruijswijk  | Pays-Bas           | Jumbo-Visma           | + 1 min 27 s        |
| 8e                 | Rigoberto Urán     | Colombie           | EF Education First    | + 1 min 38 s        |
| 9e                 | Jakob Fuglsang     | Danemark           | Astana                | + 1 min 42 s        |
| 10e                | Emanuel Buchmann   | Allemagne          | Bora-Hansgrohe        | + 1 min 45 s        |
| modifier           |                    |                    |                       |                     |

### Classement par points
| Classement par points | Classement par points | Classement par points | Classement par points | Classement par points |
| --------------------- | --------------------- | --------------------- | --------------------- | --------------------- |
|                       | Coureur               | Pays                  | Équipe                | Point(s)              |
| 1er                   | Peter Sagan           | Slovaquie             | Bora-Hansgrohe        | 204 points            |
| 2e                    | Michael Matthews      | Australie             | Sunweb                | 144 pts               |
| 3e                    | Sonny Colbrelli       | Italie                | Bahrain-Merida        | 129 pts               |
| 4e                    | Elia Viviani          | Italie                | Deceuninck-Quick Step | 128 pts               |
| 5e                    | Matteo Trentin        | Italie                | Mitchelton-Scott      | 90 pts                |
| 6e                    | Greg Van Avermaet     | Belgique              | CCC                   | 81 pts                |
| 7e                    | Caleb Ewan            | Australie             | Lotto Soudal          | 76 pts                |
| 8e                    | Julian Alaphilippe    | France                | Deceuninck-Quick Step | 69 pts                |
| 9e                    | Jasper Stuyven        | Belgique              | Trek-Segafredo        | 69 pts                |
| 10e                   | Dylan Groenewegen     | Pays-Bas              | Jumbo-Visma           | 66 pts                |
| modifier              |                       |                       |                       |                       |

### Classement du meilleur jeune
| Classement général du meilleur jeune | Classement général du meilleur jeune | Classement général du meilleur jeune | Classement général du meilleur jeune | Classement général du meilleur jeune |
|                                      | Coureur                              | Pays                                 | Équipe                               | Temps                                |
| ------------------------------------ | ------------------------------------ | ------------------------------------ | ------------------------------------ | ------------------------------------ |
| 1er                                  | Giulio Ciccone                       | Italie                               | Trek-Segafredo                       | en 34 h 18 min 22 s                  |
| 2e                                   | Egan Bernal                          | Colombie                             | Ineos                                | + 53 s                               |
| 3e                                   | Enric Mas                            | Espagne                              | Deceuninck-Quick Step                | + 1 min 23 s                         |
| 4e                                   | David Gaudu                          | France                               | Groupama-FDJ                         | + 1 min 52 s                         |
| 5e                                   | Maximilian Schachmann                | Allemagne                            | Bora-Hansgrohe                       | + 20 min 9 s                         |
| 6e                                   | Laurens De Plus                      | Belgique                             | Jumbo-Visma                          | + 23 min 37 s                        |
| 7e                                   | Gregor Mühlberger                    | Autriche                             | Bora-Hansgrohe                       | + 25 min 58 s                        |
| 8e                                   | Lennard Kämna                        | Allemagne                            | Sunweb                               | + 31 min 13 s                        |
| 9e                                   | Wout van Aert                        | Belgique                             | Jumbo-Visma                          | + 31 min 20 s                        |
| 10e                                  | Nils Politt                          | Allemagne                            | Katusha-Alpecin                      | + 35 min 57 s                        |
| modifier                             |                                      |                                      |                                      |                                      |

### Classement du meilleur grimpeur
| Classement du meilleur grimpeur | Classement du meilleur grimpeur | Classement du meilleur grimpeur | Classement du meilleur grimpeur | Classement du meilleur grimpeur |
| ------------------------------- | ------------------------------- | ------------------------------- | ------------------------------- | ------------------------------- |
|                                 | Coureur                         | Pays                            | Équipe                          | Point(s)                        |
| 1er                             | Tim Wellens                     | Belgique                        | Lotto-Soudal                    | 43 points                       |
| 2e                              | Thomas De Gendt                 | Belgique                        | Lotto-Soudal                    | 37 pts                          |
| 3e                              | Giulio Ciccone                  | Italie                          | Trek-Segafredo                  | 30 pts                          |
| 4e                              | Xandro Meurisse                 | Belgique                        | Wanty-Gobert                    | 27 pts                          |
| 5e                              | Dylan Teuns                     | Belgique                        | Bahrain-Merida                  | 13 pts                          |
| 6e                              | Natnael Berhane                 | Érythrée                        | Cofidis                         | 13 pts                          |
| 7e                              | Benjamin King                   | États-Unis                      | Dimension Data                  | 13 pts                          |
| 8e                              | Alessandro De Marchi            | Italie                          | CCC                             | 12 pts                          |
| 9e                              | Toms Skujiņš                    | Lettonie                        | Trek-Segafredo                  | 9 pts                           |
| 10e                             | Niki Terpstra                   | Pays-Bas                        | Total Direct Énergie            | 5 pts                           |
| modifier                        |                                 |                                 |                                 |                                 |

### Classement par équipes
| Classement par équipes | Classement par équipes | Classement par équipes | Classement par équipes |
|                        | Équipe                 | Pays                   | Temps                  |
| ---------------------- | ---------------------- | ---------------------- | ---------------------- |
| 1re                    | Trek-Segafredo         | États-Unis             | en 103 h 29 min 48 s   |
| 2e                     | Movistar               | Espagne                | + 1 min 39 s           |
| 3e                     | Groupama-FDJ           | France                 | + 1 min 44 s           |
| 4e                     | UAE Emirates           | Émirats arabes unis    | + 11 min 3 s           |
| 5e                     | Ineos                  | Royaume-Uni            | + 12 min 33 s          |
| 6e                     | Bora-Hansgrohe         | Allemagne              | + 13 min 42 s          |
| 7e                     | EF Education First     | États-Unis             | + 13 min 44 s          |
| 8e                     | Jumbo-Visma            | Pays-Bas               | + 13 min 50 s          |
| 9e                     | Astana                 | Kazakhstan             | + 16 min 59 s          |
| 10e                    | Mitchelton-Scott       | Australie              | + 17 min 31 s          |
| modifier               |                        |                        |                        |

## Abandons

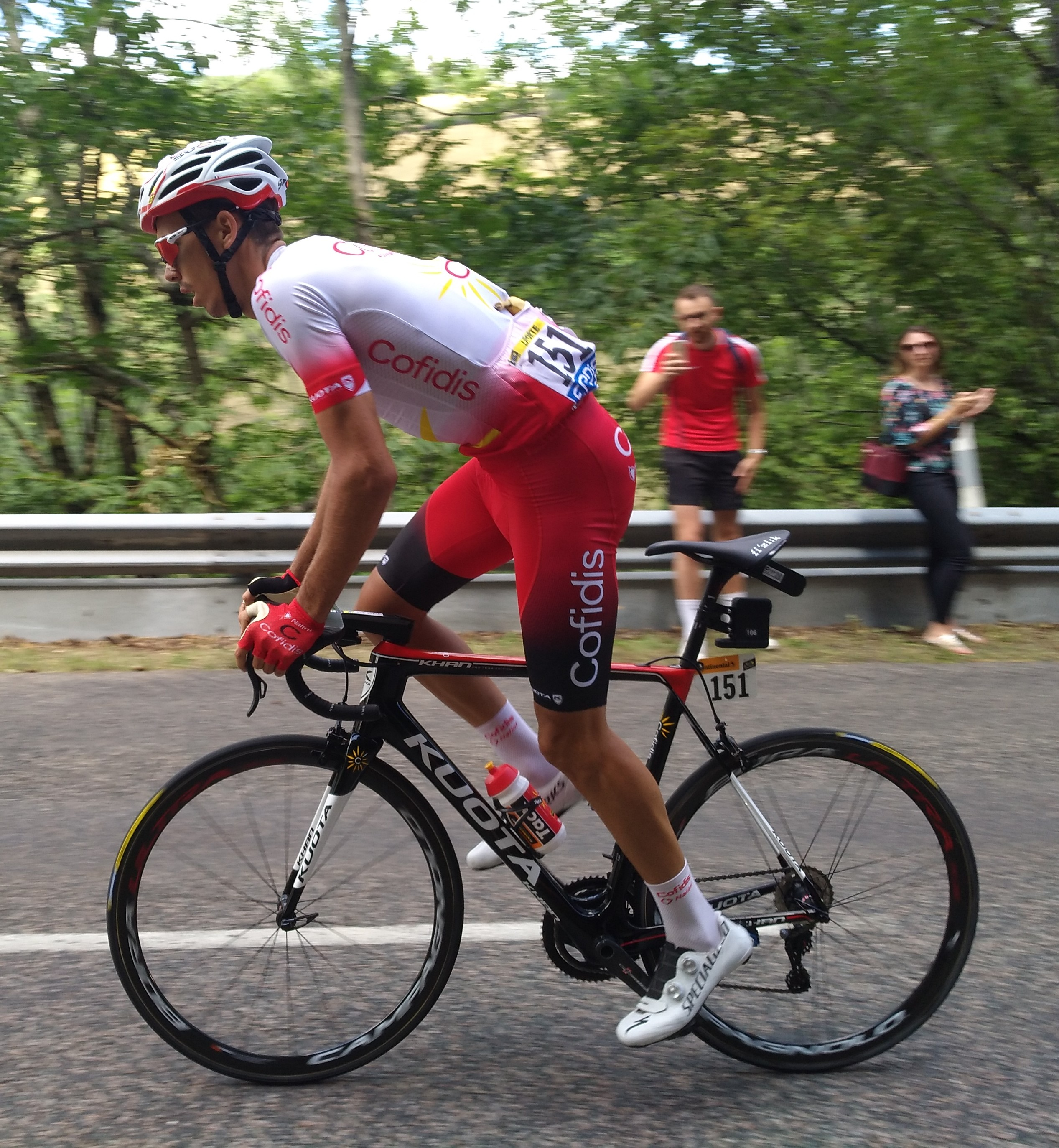
Christophe Laporte dans le col de la Croix Paquet, quelques dizaines de kilomètres avant d'abandonner.

- 97 -  Tejay van Garderen (EF Education First) : Non-partant[1]
- 151 -  Christophe Laporte (Cofidis) : Abandon[1]

## Le maillot jaune du jour
Chaque jour, un maillot jaune différent est remis au leader du classement général, avec des imprimés rendant hommage à des coureurs ou à des symboles qui ont marqué l'histoire l'épreuve, à l'occasion du centième anniversaire du maillot jaune.
Bernard Hinault, vainqueur à cinq reprises, est aussi le dernier représentant français au palmarès du Tour, il est en impression sur le maillot de leader du jour.